# Wadi Fira
Wadi Fira er en af de 23 regioner i Tchad. Regionens hovedby er Biltine. Regionen består af det som tidligere var præfekturet Biltine.

## Inddeling
Wadi Fira-regionen er inddelt i tre departementer:
| Departement | Hovedby | Underpræfekturer                 |
| ----------- | ------- | -------------------------------- |
| Biltine     | Biltine | Am Zoer, Arada, Biltine, Mata    |
| Dar Tama    | Guéréda | Guéréda, Kolonga, Sirim Birke    |
| Kobé        | Iriba   | Iriba, Matadjana, Tiné Djarabara |